# Zinnia peruviana
Espèce
Synonymes
- Chrysogonum peruvianum L.[2] [3] [1]
- Crassina intermedia (Engelm.) Kuntze[3] [1]
- Crassina intermedia Kuntze[2]
- Crassina leptopoda (DC.) Kuntze[2] [3] [1]
- Crassina multiflora (L.) Kuntze[3] [1]
- Crassina peruviana var. flava Kuntze[2] [3]
- Crassina peruviana var. peruviana[3]
- Crassina peruviana (L.) Kuntze[2] [3] [1]
- Crassina tenuiflora (Jacq.) Kuntze[3] [1]
- Crassina verticillata (Andrews) Kuntze[3] [1]
- Lepia multiflora (L.) Hill[1]
- Lepia pauciflora (L.) Hill[1]
- Zinnia hybrida Roem. & Usteri[2] [3] [1]
- Zinnia hybrida[3]
- Zinnia intermedia Engelm.[2] [3] [1]
- Zinnia leptopoda DC.[2] [3] [1]
- Zinnia mendocina Phil.[2] [3] [1]
- Zinnia multiflora var. multiflora[3]
- Zinnia multiflora L.[3]
- Zinnia pauciflora var. flava (Kuntze) Seckt[2] [3]
- Zinnia pauciflora L.[3] [1]
- Zinnia revoluta Cav.[3] [1]
- Zinnia tenuiflora Jacq.[3] [1]
- Zinnia verticillata Andrews[3] [1]

Zinnia peruviana est une espèce de plantes à fleurs de la famille des Astéracées.
Ce sont des plantes ornementales.